# Jan Kanty Domański
Jan Kanty Domański herbu Larysza – wicesgerent grodzki lubelski w 1767 roku, poseł województwa lubelskiego na Sejm Repninowski.